# Nizip
Nizip là một huyện thuộc tỉnh Gaziantep, Thổ Nhĩ Kỳ. Huyện có diện tích 1046 km² và dân số thời điểm năm 2007 là 129432 người, mật độ 124 người/km².